# Esperanza, Masbate

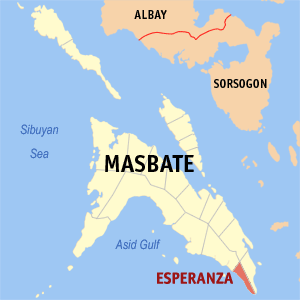
Bản đồ Masbate với vị trí của Esperanza

Esperanza là một đô thị ở Masbate, Philippines. Theo điều tra dân số năm 2007, đô thị này có dân số 16.209 người trong 3.389 hộ Lưu trữ ngày 19 tháng 11 năm 2008 tại Wayback Machine.

## Các đơn vị hành chính
Esperanza được chia ra 20 bangray.
| - Agoho - Almero - Baras - Domorog - Guadalupe - Iligan - Labangtaytay - Labrador - Libertad - Magsaysay | - Masbaranon - Poblacion - Potingbato - Rizal - San Roque - Santiago - Sorosimbajan - Tawad - Tunga - Villa | - El Salvador Village |